# پارک کامارگ

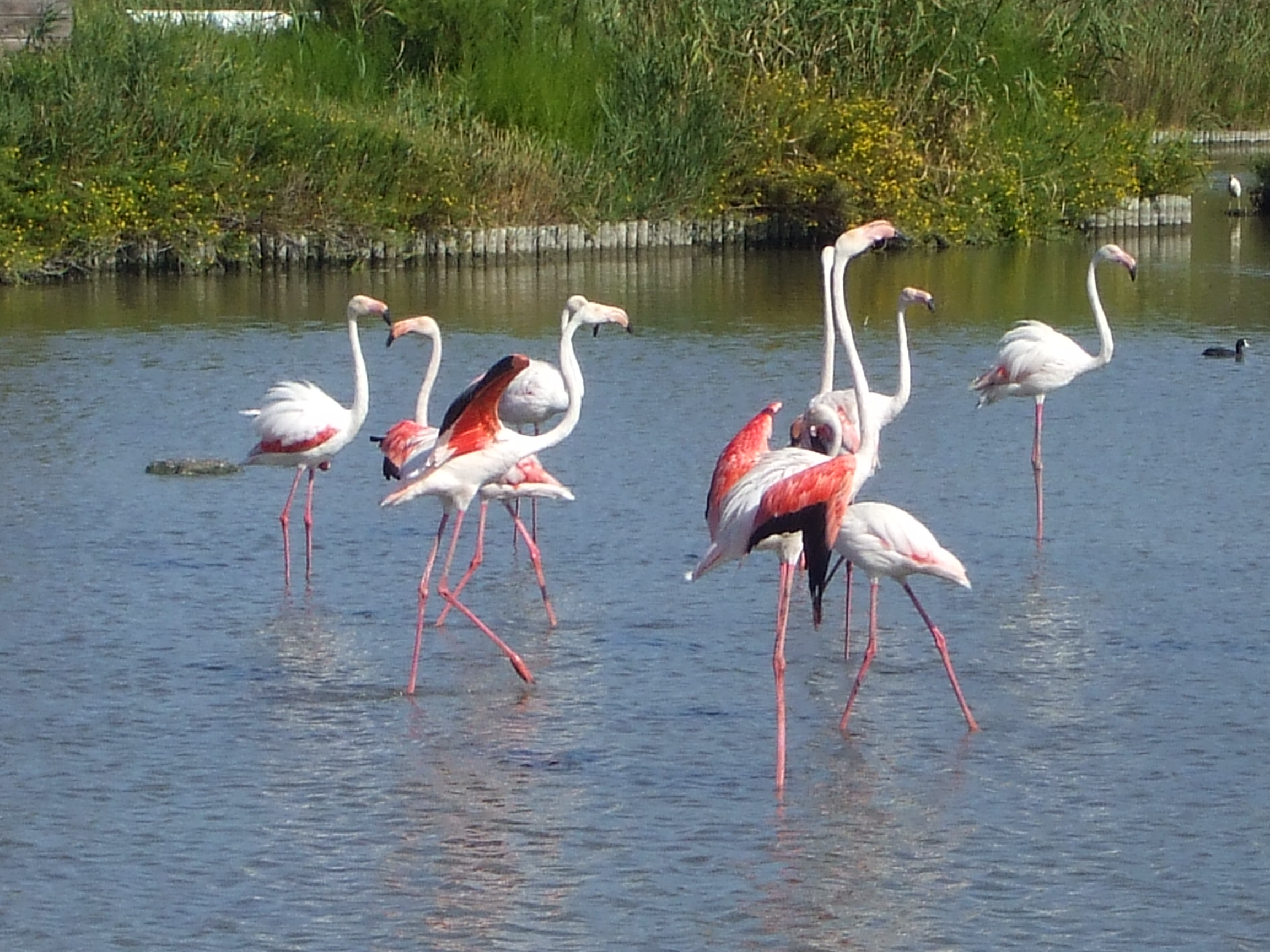
Flamants roses en Camargue

پارک کامارگ (به فرانسوی: Parc Camargue) پارک کامارگ در جنوب شهر ارل (به فرانسوی: Arles) قرار دارد . این پارک در سال ۱۹۷۰ در فرانسه به عنوان منطقه حفاظت‌شده زیست محیطی قرار گرفت . تالاب وکاغز در میان پارک قرار دارد که پذیرای پرندگان مهاجر است . علاوه بر پرندگان مهاجر اسب وحشی کامارگ بومی این منطقه است . یونسکو پارک کامارگ در فرانسه در فهرست ذخیره‌گاه زیست‌کره جای داده است .  پلاژ پیمنسون (به فرانسوی: Plage de Piemanson) در جنوب پارک کامارگ محلی برای آفتاب‌گرفتن به صورت برهنه است با تصویب شهرداری ارل برهنگی از سال ۱۹۸۲ قانونی است . 